# テレデシック
テレデジック（英:Teledesic）とは1994年マイクロソフト社のビル・ゲイツと米携帯電話業界のパイオニア、クレイグ・マッコーが始めた低軌道通信衛星を用いたインターネットサービス。
当初の計画では低軌道衛星840機を用いて衛星コンステレーションを構成する壮大な計画であった。低軌道衛星のため、通信遅延時間を極力抑えることができ、また地上局も低出力で運用できるため小型化が可能であった。周波数帯としてはアップリンク28GHz帯、ダウンリンク19GHz帯を用いることにより広帯域な通信帯域を確保できるため、16kbps〜2Mbps迄のブロードバンド配信サービスが出来ることが売りであった。
1997年には米ボーイング社が計画に参加し、またスポンサーにはサウジアラビアの富豪であるAlwaleed Bin Talal王子が名乗りを上げた。その後、イリジウム事業の失敗により窮地に陥っていた米モトローラ社が主契約を勝ち取ったが、衛星の数を840機から288機に減らし衛星高度も低軌道から中軌道とする等の計画変更を行い、現実的な計画に変更された。しかし、マーケットの冷え込みを受け、2003年には認可を受けていたアップリンク、ダウンリンク周波数帯の使用権をFCCに返却した。
通信衛星を用いてインターネットをサービスする同様な計画としては米モトローラ社が計画していたCelestri、仏アルカテル社が計画していたSkyBridge等があるがCelestriは早々に計画が中止され、またSkyBridgeもイリジウム事業失敗の後、立ち消えとなった。